# Leslie Stefanson
Leslie Ann Stefanson (Fargo, 10 de mayo de 1971) es una modelo, actriz y artista estadounidense, reconocida por interpretar el papel de Elisabeth Campbell en la película The General's Daughter.

## Biografía
Stefanson nació en Fargo y se crio en Moorhead, Minnesota. En 1993 obtuvo el grado en Literatura Inglesa del Barnard College. El 31 de agosto de 2008, Stefanson dio a luz a su primer hijo con el reconocido actor estadounidense James Spader, su pareja desde el año 2002. 
Además de su papel en The General's Daughter, Stefanson actuó en películas como Alien Hunter, Hollywood al rojo vivo y El protegido.
En la actualidad se dedica a realizar esculturas de bronce y terracota en Los Ángeles y Nueva York.

## Filmografía
| Año  | Título                                         | Rol                  | Notas          |
| ---- | ---------------------------------------------- | -------------------- | -------------- |
| 1994 | The Cowboy Way                                 | Chica en fiesta      |                |
| 1996 | The Mirror Has Two Faces                       | Sara Myers           |                |
| 1997 | Fool's Paradise                                | Elizabeth "Liz"      |                |
| 1997 | Flubber                                        | Sylvia               |                |
| 1997 | Mejor... imposible                             | Mesera               |                |
| 1998 | Delivered                                      | Claire Moore         |                |
| 1998 | An Alan Smithee Film: Burn Hollywood Burn      | Michelle Rafferty    |                |
| 1998 | Break Up                                       | Shelly               |                |
| 1999 | The General's Daughter                         | Elisabeth Campbell   |                |
| 2000 | Desert Saints                                  | Agent Donna Marbury  |                |
| 2000 | Beautiful                                      | Joyce Parkins        |                |
| 2000 | El protegido                                   | Kelly                |                |
| 2001 | The Stickup                                    | Natalie Wright       |                |
| 2001 | Untitled Charles Randolph Project (TV)         |                      |                |
| 2001 | Jackie, Ethel, Joan: The Women of Camelot (TV) | Joan Bennett Kennedy |                |
| 2002 | MDs                                            | Shelly Pangborn      | (10 episodios) |
| 2003 | The Hunted                                     | Irene Kravitz        |                |
| 2003 | Alien Hunter                                   | Nyla Olson           |                |
| 2019 | Glass                                          | Woman on Train       |                |